# ورزشگاه شهدای اسلامشهر
ورزشگاه شهدای اسلامشهر یک ورزشگاه چندمنظوره در اسلامشهر، ایران است.
این ورزشگاه که در سال ۱۳۸۸ شروع به ساخت شده در ۲۰ شهریور ۱۳۹۷ توسط اسحاق جهانگیری افتتاح شده و ظرفیت آن ۷٬۰۰۰ نفر می‌باشد.
ورزشگاه شهدای اسلامشهر دارای ۲ هزار و ۱۵۰ مترمربع فضای سرپوشیده و هزار و ۲۰۰ مترمربع فضای روباز متر مربع می‌باشد.